# Morunglav, Olt
Morunglav este satul de reședință al comunei cu același nume din județul Olt, Oltenia, România.